# Нинчич, Момчило
Момчило Нинчич (серб. Момчило Нинчић; 10 июня 1876, Ягодина, Княжество Сербия — 23 декабря 1949, Лозанна, Швейцария) — сербский и югославский политик и государственный деятель, министр иностранных дел Югославии (1941—1943), дипломат, педагог, профессор экономики, доктор права (1899).

## Биография
Родился в семья юриста еврейского происхождения. Изучал право в Сорбонне в Париже. Там же получил докторскую степень.
С 1899 года служил секретарём Министерства финансов Королевства Сербия.
С 1902 года — профессор Белградской великой школы (ныне Белградский университет). Во время Первой мировой войны в 1914—1917 годах (с небольшими перерывами) занимал пост министра финансов.
Политик, с 1912 года один из руководителей Народной радикальной партии. Министр образования Сербии (1917). В 1918—1919 годах работал министром финансов.
С 19 февраля по 31 марта 1920 — министр юстиции Королевства сербов, хорватов и словенцев, с 31 марта 1920 по 1 января 1921 занимал пост министра торговли и промышленности, с 1 января 1921 по 27 июля 1924 и с 6 ноября 1924 по 6 декабря 1926 — министр иностранных дел.
Представлял Югославию в Лиге Наций. В 1923 году был председателем финансовой комиссия, в 1926 году — председателем комиссии по разоружению, в 1926 году на 7-й сессии был избран председателем Генеральной Ассамблеи Лиги Наций (1926—1927).
В марте 1941 года при создании правительства Душана Симовича вновь занял пост министра иностранных дел. Убежденный противник присоединения Югославии к Антикоминтерновскому пакту. 5 апреля 1941 года Югославия подписала с СССР «Договор о дружбе и ненападении».
После вторжения германских войск в Югославию эмигрировал в Лондоне, где вошел в состав эмигрантского правительства, сохранив пост главы внешнеполитического ведомства (1941—1943). Стремился к хорошим отношениям с союзниками, особенно с Соединенными Штатами. В июне-июле 1942 года сопровождал молодого короля Югославии Петра II Карагеоргиевича во время его визита в США и Канаду.
В 1946 году на Белградском процессе был признан виновным в том, что он назначил Драголюба Михайловича командующий движением четников и поддерживал его и движение. Военный суд Белграда приговорил генерала Драголюба Михайловича к смертной казни в 1946 году, а также заочно приговорил Момчило Нинчича к восьми годам каторжных работ. Обвиняемый также был признан виновным в продолжении политики профашистской диктатуры в Югославии и проведение политики поддержки оккупации и подавления коммунистического национально-освободительного восстания.
Умер в изгнании в Швейцарии в 1949 году. В 2006 году суд в Сербии реабилитировал Момчило Нинчича.